# Marc Van Geel
Pour les articles homonymes, voir Van Geel.
Marc Van Geel (né le 6 janvier 1959 à Louvain,) est un coureur cycliste belge, actif dans les années 1970 et 1980.

## Biographie
En 1979, Marc Van Geel remporte notamment une étape du Tour de Liège chez les amateurs. Il évolue ensuite au niveau professionnel entre 1981 et 1987. Durant cette période, il s'illustre principalement dans des kermesses belges en obtenant diverses victoires. Il participe également à plusieurs éditions du Tour d'Espagne, où il décroche quelques tops dix sur des étapes au sprint. 

## Palmarès et résultats

### Palmarès par année
- 1979
  - 5eb étape du Tour de Liège
  - 2e du Manx Trophy
- 1980
  - 2e de la Coupe Egide Schoeters
  - 3e du Ronde van de Kempen
- 1983
  - 2e de la Flèche de Heist
- 1984
  - 2e de la Flèche côtière
- 1985
  - 3e de Bruxelles-Ingooigem
- 1986
  - Grand Prix Raf Jonckheere
  - Textielprijs Vichte

### Résultats sur les grands tours

#### Tour d'Espagne
3 participations
- 1982 : 71e
- 1984 : non-partant (17e étape)
- 1985 : 90e

#### Tour d'Italie
1 participation
- 1981 : non-partant (8e étape)